# 物理空间代数
物理学中，物理空间代数 （APS）是用三维欧氏空间的克利福德代数或几何代数{\displaystyle {\rm {Cl}}_{3,\ 0}(\mathbb {R} )}作为(3+1)维时空的模型，通过副向量（3维向量加1维标量）表示时空中的一个点。
克利福德代数{\displaystyle {\rm {Cl}}_{3,\ 0}(\mathbb {R} )}在旋量表示{\displaystyle \mathbb {C} ^{2}}上有由泡利矩阵生成的忠实表示；此外，{\displaystyle {\rm {Cl}}_{3,\ 0}(\mathbb {R} )}同构于克利福德代数{\displaystyle {\rm {Cl}}_{3,\ 1}(\mathbb {R} )}的偶子代数{\displaystyle {\rm {Cl}}_{3,\ 1}^{[0]}(\mathbb {R} )}。
APS可为经典力学与量子力学构建一个紧凑、统一的几何形式。
注意APS与时空代数（STA）不同，后者涉及4维闵氏时空的克利福德代数{\displaystyle {\rm {Cl}}_{1,\ 3}(\mathbb {R} )}。

## 狭义相对论

### 时空位置副向量
APS中，时空位置可表为副向量
{\displaystyle x=x^{0}+x^{1}\mathbf {e} _{1}+x^{2}\mathbf {e} _{2}+x^{3}\mathbf {e} _{3},}
其中时间由标绿部分{\displaystyle x^{0}=t}给出，{\displaystyle {\vec {e}}_{1},\ {\vec {e}}_{2},\ {\vec {e}}_{3}}是位置空间的标准基。整个过程中使用的单位是{\displaystyle c=1}，称作自然单位制。在泡利矩阵表述中，单位基向量被泡利矩阵代替，标量部分被单位矩阵代替，这意味着时空位置的泡利矩阵表述为
{\displaystyle x\rightarrow {\begin{pmatrix}x^{0}+x^{3}&&x^{1}-ix^{2}\\x^{1}+ix^{2}&&x^{0}-x^{3}\end{pmatrix}}}

### 洛伦兹变换与转子
保时间方向、包含旋转与递升的受限洛伦兹变换，可用对时空旋转双副向量W进行指数化实现：
{\displaystyle L=e^{{\frac {1}{2}}W}.}
在矩阵表示中，洛伦兹转子被看作是{\displaystyle {\rm {SL}}(2,\ \mathbb {C} )}群（复数上度为2的特殊线性群）的一个例子，其是洛伦兹群的双覆盖。洛伦兹转子的幺模性可由以下条件，转为洛伦兹转子与其克利福德共轭之积：
{\displaystyle L{\bar {L}}={\bar {L}}L=1.}
此洛伦兹转子总可以分解为两个因子，是厄米的{\displaystyle B=B^{\dagger }}与幺正的{\displaystyle R^{\dagger }=R^{-1}}，使得
{\displaystyle L=BR.}
酉元R称作转子，因为其编码了旋转，厄米元B则编码了递升。

### 四维速度副向量
四维速度也称原速，定义为时空位置副向量对原时τ的导数：
{\displaystyle u={\frac {dx}{d\tau }}={\frac {dx^{0}}{d\tau }}+{\frac {d}{d\tau }}(x^{1}\mathbf {e} _{1}+x^{2}\mathbf {e} _{2}+x^{3}\mathbf {e} _{3})={\frac {dx^{0}}{d\tau }}\left[1+{\frac {d}{dx^{0}}}(x^{1}\mathbf {e} _{1}+x^{2}\mathbf {e} _{2}+x^{3}\mathbf {e} _{3})\right].}
定义普通速度为
{\displaystyle \mathbf {v} ={\frac {d}{dx^{0}}}(x^{1}\mathbf {e} _{1}+x^{2}\mathbf {e} _{2}+x^{3}\mathbf {e} _{3}),}
回想伽马因子的定义：
{\displaystyle \gamma (\mathbf {v} )={\frac {1}{\sqrt {1-{\frac {|\mathbf {v} |^{2}}{c^{2}}}}}},}
于是原速的更紧凑定义是：
{\displaystyle u=\gamma (\mathbf {v} )(1+\mathbf {v} ).}
原速是正幺模副向量，意味着下列克利福德共轭条件：
{\displaystyle u{\bar {u}}=1.}
在洛伦兹转子L作用下，原速变换为
{\displaystyle u\rightarrow u^{\prime }=LuL^{\dagger }.}

### 四维动量副向量
APS中的四维动量可通过将原速与质量相乘得到：
{\displaystyle p=mu,}
质壳条件转化为
{\displaystyle {\bar {p}}p=m^{2}.}

## 经典电动力学

### 电磁场、电势与电流
电磁场可表为双副向量F：
{\displaystyle F=\mathbf {E} +i\mathbf {B} ,}
其中厄米部分代表电场E，反厄米部分代表磁场B。在标准泡利矩阵表示中，电磁场为
{\displaystyle F\rightarrow {\begin{pmatrix}E_{3}&E_{1}-iE_{2}\\E_{1}+iE_{2}&-E_{3}\end{pmatrix}}+i{\begin{pmatrix}B_{3}&B_{1}-iB_{2}\\B_{1}+iB_{2}&-B_{3}\end{pmatrix}}\,.}
场F的源是电磁四维电流
{\displaystyle j=\rho +\mathbf {j} \,,}
其中标量部分等于电荷密度ρ，向量部分等于电流密度j。引入电磁势副向量：
{\displaystyle A=\phi +\mathbf {A} \,,}
当中标量部分等于电势ϕ，向量部分等于磁势A。则电磁场为
{\displaystyle F=\partial {\bar {A}}.}
此场也可分为电部分
{\displaystyle E=\langle \partial {\bar {A}}\rangle _{V}}
与磁部分
{\displaystyle B=i\langle \partial {\bar {A}}\rangle _{BV}}
当中
{\displaystyle \partial =\partial _{t}+\mathbf {e} _{1}\,\partial _{x}+\mathbf {e} _{2}\,\partial _{y}+\mathbf {e} _{3}\,\partial _{z}}
且F在下列规范变换下不变：
{\displaystyle A\rightarrow A+\partial \chi \,,}
其中{\displaystyle \chi }是标量场。
电磁场在洛伦兹变换下是协变的，规律是
{\displaystyle F\rightarrow F^{\prime }=LF{\bar {L}}\,.}

### 麦克斯韦方程组与洛伦兹力
麦克斯韦方程组可用单一方程表示：
{\displaystyle {\bar {\partial }}F={\frac {1}{\epsilon }}{\bar {j}}\,,}
其中上横线表示克利福德共轭。
洛伦兹力方程形式为
{\displaystyle {\frac {dp}{d\tau }}=e\langle Fu\rangle _{R}\,.}

### 电磁拉格朗日量
电磁拉格朗日量是
{\displaystyle L={\frac {1}{2}}\langle FF\rangle _{S}-\langle A{\bar {j}}\rangle _{S}\,,}
是实标量不变量。

## 相对论量子力学
对质量为m、电荷为e的带电粒子，其狄拉克方程的形式为
{\displaystyle i{\bar {\partial }}\Psi \mathbf {e} _{3}+e{\bar {A}}\Psi =m{\bar {\Psi }}^{\dagger },}
其中{\displaystyle {\vec {e}}_{3}'}是任意酉向量，A是如上所述的电磁副向量。电磁相互作用通过最小耦合包含在势A中。

## 经典旋量
与洛伦兹力一致的洛伦兹转子的微分方程为
{\displaystyle {\frac {d\Lambda }{d\tau }}={\frac {e}{2mc}}F\Lambda ,}
这样，原速可通过静止时的洛伦兹变换计算出来：
{\displaystyle u=\Lambda \Lambda ^{\dagger },}
积分之，就可得到时空轨迹{\displaystyle x(\tau )}，同时还能使用
{\displaystyle {\frac {dx}{d\tau }}=u.}

### 教科书
- Baylis, William.  2nd. 2002. ISBN 0-8176-4025-8.
- Baylis, William (编). . Springer. 1999 [1996]. ISBN 978-0-8176-3868-9.
- Doran, Chris; Lasenby, Anthony. . Cambridge University Press. 2007 [2003]. ISBN 978-1-139-64314-6.
- Hestenes, David.  2nd. Kluwer. 1999. ISBN 0-7923-5514-8.

### 文章
- Baylis, W E. . Canadian Journal of Physics. 2004, 82 (11): 853–873. Bibcode:2004CaJPh..82..853B. S2CID 35027499. arXiv:physics/0406158 . doi:10.1139/p04-058.
- Baylis, W E; Jones, G. . Journal of Physics A: Mathematical and General. 7 January 1989, 22 (1): 1–15. Bibcode:1989JPhA...22....1B. doi:10.1088/0305-4470/22/1/008.
- Baylis, W. E. . Physical Review A. 1 March 1992, 45 (7): 4293–4302. Bibcode:1992PhRvA..45.4293B. PMID 9907503. doi:10.1103/physreva.45.4293.
- Baylis, W. E.; Yao, Y. . Physical Review A. 1 July 1999, 60 (2): 785–795. Bibcode:1999PhRvA..60..785B. doi:10.1103/physreva.60.785.